# صوت الصمت
صوت الصمت (بالإنجليزية: The Voice of the Silence)‏ هو كتاب من تأليف هيلينا بتروفنا بلافاتسكي. كتب في فونتينبلو ونُشر لأول مرة عام 1889. وفقًا لبلافاتسكي، فهو ترجمة لمقتطفات من كتاب مقدس صادفته أثناء دراستها في الشرق، يُدعى «كتاب الإرشادات الذهبيّة أو الحكم الذهبية». كتب الدالاي لاما الرابع عشر مقدمة الكتاب في الطبعة المئوية لصالح مطبعة كونكورد جروف.

## فصول الكتاب
يتكون الكتاب من ثلاثة فصول:
- صوت الصمت
- الطريقان
- البوابات السبع

## وصلات خارجية
- صوت الصمت الجزء الأول و الثاني.
- ترجمة أخرى للكتاب نفسه.
- النسخة الإنجليزية من الكتاب.